# Черепица

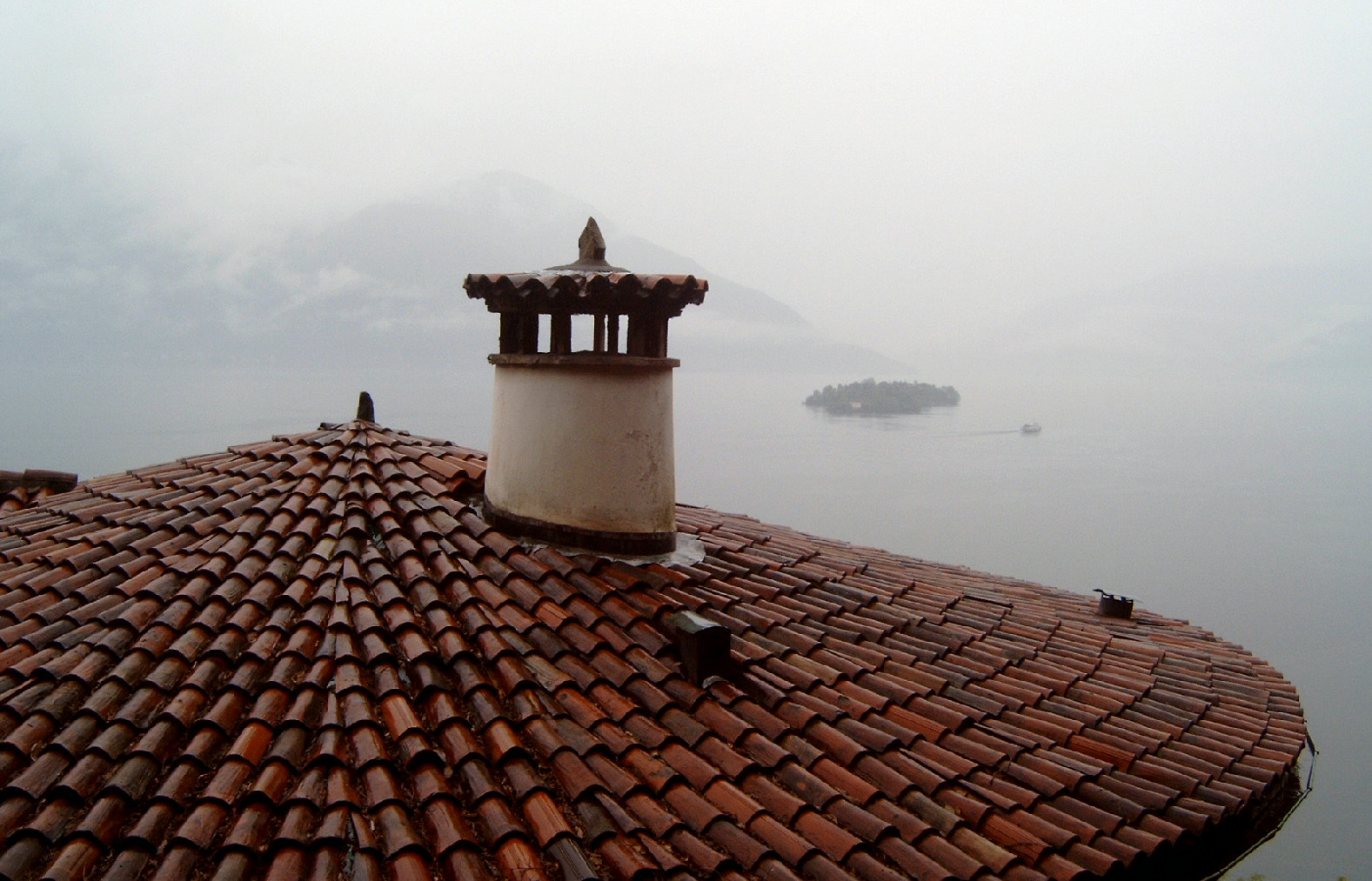
Черепичная крыша на берегу Лаго-Маджоре (кантон Тичино, Швейцария)

Черепи́ца — кровельный штучный материал. В Европе известна как минимум со времён Античности, хотя найдены археологические объекты и раннего бронзового века. Возможно, была изобретена в Китае в III тысячелетии до н. э.

## Материал черепицы
Черепица бывает изготовлена из обожжённой глины (керамическая черепица), термопласткомпозита, цементно-песчаного раствора (цементно-песчаная черепица) или известково-песчаного раствора с обработкой изделия в автоклаве (силикатная черепица). Наиболее распространённая глиняная черепица производится из пластичных легкоплавких глин (иногда с добавкой шамота).

## Форма и модели черепицы

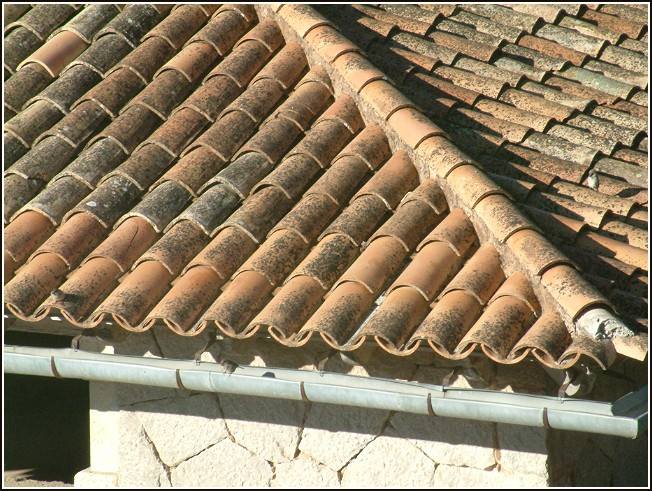
Черепица вида «монах—монашка»

По форме и по методу прессования черепица подразделяется на пазовую (штампованную или прессованную) и плоскую (ленточную); кроме того, для покрытия коньков кровли выпускается коньковая черепица. Кроме того, существует специальная черепица, которая используется не массово, а для каких-либо специальных нужд: торцевая, вентиляционная, подконьковая, фронтонная, вальмовая, Т-образная, Х-образная и другие.
На сегодняшний день насчитывается несколько десятков популярных моделей черепицы, которые объединяются в группы по каким-либо отличительным характеристикам. Например, черепица «бобровый хвост», получившая своё название за специфическую удлинённую форму и округление на конце.

## Цвет черепицы
В зависимости от состава глин и режима обжига черепица может иметь натуральную окраску — от кирпично-красного до жёлто-серого цвета. В декоративных целях черепицу иногда покрывают цветной глазурью или ангобом. Цементная черепица может быть окрашена атмосферостойкой краской по всей толще или по поверхности.

## Покрытие черепицы
В зависимости от вида покрытия черепица бывает натуральная (без дополнительного покрытия), ангобированная или глазурованная.
- Ангоб — это смешанная с водой порошкообразная глина, в которую добавлены различные минеральные вещества с содержанием различных оксидов металлов, дающие при обжиге соответствующие цвета и оттенки. Ангоб имел широкое распространение в античном керамическом производстве. Покрытие ангобом на Руси гончары называли «побела».
- Глазурь представляет собой стекловидную массу, содержащую оксиды металлов, которую наносят на поверхность заготовки черепицы перед обжигом. При высоких температурах глазурь затвердевает, образуя глянцевый защитный слой по всей поверхности черепицы.

## Производство черепицы
Процесс производства керамической черепицы можно разделить на несколько этапов — сначала заготовке из сырой глины придают форму (например, путем прессования или ручной отминки) и тщательно ее просушивают, не допуская деформации или коробления, а затем обжигают при температуре около 1000 °C (точная температура будет зависеть от состава массы). Если предполагается декоративное покрытие (ангоб или глазурь), то его могут нанести перед обжигом, либо заглазуровать черепицу после него и провести второй т.н. политой обжиг.

## Достоинства и недостатки черепицы
Достоинства черепицы — долговечность, огнестойкость, водонепроницаемость, морозостойкость, экологичность, малые эксплуатационные затраты (не требует периодических обновлений краски), не накапливает статического напряжения, инертна к биологическому воздействию, в эксплуатации бесшумна во время непогоды, срок службы до 100 лет.
Недостатки — хрупкость и сравнительно большой вес (в зависимости от модели черепицы вес одного квадратного метра кровли может достигать до 60 кг); обычно кровля из черепицы должна иметь крутой скат (более 30°) для стока воды, хотя современные модели черепицы могут быть менее требовательны к углу наклона (до 10°).

## Производители черепицы
Традиционно керамическая и песчаная черепица производилась в Европе и областях, где располагались большие залежи подходящей по качеству глины. Это несколько регионов Италии, Бавария, Греция. На территории Польши использовался аналог керамической черепицы, который обладал похожим методом укладки на кровлю — гонт. На территории России керамическая черепица начала использоваться всего несколько столетий назад, а настоящий бум её производства наступил только в середине XIX века. Именно тогда были открыты заводы Керченский, Балаклавский, Георгичевский. В Советском Союзе черепица производилась преимущественно на территории Прибалтики и Украины. В Европе сегодня до 80% кровель существующих и новых домов покрываются керамической черепицей.

## Правовое регулирование
В Российской Федерации c 1 апреля 2016 года действует национальный стандарт ГОСТ Р 56688-2015 «Черепица керамическая. Технические условия». В Европейском союзе с 2013 года применяется стандарт EN 1304:2013 «Черепица кровельная керамическая для прерывистой укладки. Определения и технические условия на изделия».

## Интересные факты
Согласно Плутарху, великий полководец Античности Пирр погиб в результате падения ему на голову черепицы, брошенной с крыши матерью вражеского воина в ходе боя на улицах Аргоса (потерял сознание и был убит врагами).